# Gebouw Concordia
Gebouw Concordia was een gebouw aan het Weesperplein (hoek Nieuwe Achtergracht), in Amsterdam. Het gebouw werd opgeleverd in 1911 en werd in 1934 gesloopt om plaats te maken voor de uitbreiding van De Joodse Invalide. Het gebouw stond tegenover de Diamantbeurs en werd in de volksmond ook wel de Kleine Diamantbeurs genoemd.

## Geschiedenis
Het pand werd in 1910 ontworpen door architect Harry Elte in opdracht van de Vereeniging Diamantclub “Concordia”, die voorheen in Gebouw Casino aan het Waterlooplein gevestigd was. De aannemers waren G.F. Lutter en H.B. Lotgering. De officiële opening vond plaats op 18 december 1911.
Het gebouw diende primair als diamantbeurs, maar werd ook gebruikt als zalencentrum voor bijeenkomsten en vergaderingen. Zo had de Amsterdamsche Schaakclub, de club voor wie Max Euwe jarenlang speelde, in de jaren 20 haar speellokaal in Concordia.
Een groot succes werd de diamantbeurs niet. Al in de jaren 20 zongen in de pers geruchten rond dat de Diamantclub Concordia in financiële problemen verkeerde,  en in 1929 werd het pand verkocht op een openbare veiling voor de somme van fl. 78.500. De nieuwe eigenaar verhuurde Concordia voor vergaderingen en feesten. In die tijd werd het ook wel "Feestgebouw Concordia" genoemd.
Na de verkoop van Gebouw Concordia verhuisde de Diamantclub Concordia naar de Diamantbeurs. De vereniging kon daar het tij niet keren en zag zich in 1932 genoodzaakt zichzelf op te heffen.
In 1934 ging het gebouw Concordia tegen de vlakte om plaats te maken voor uitbreiding van De Joodsche Invalide. Dat gebouw bestaat anno 2023 nog steeds.

## Trivia
Gebouw Concordia moet niet verward worden met de Concordia aan de Nieuwezijds Voorburgwal, een voormalig sociëteitsgebouw en later drukkerij.